# Javier Faúndez
Javier Alejandro Faúndez Donoso, Viña del Mar, es un futbolista chileno que juega de Delantero en Everton de Viña del Mar de la Primera División de Chile.

## Trayectoria
Jugó en inferiores en Everton de Viña del Mar. En el campeonato sub-19 fue el goleador de su equipo con 5 dianas. Todavía no ha debutado oficialmente pero se espera un pronto debut por parte del joven jugador. El año 2012 fue premiado con un premio especial, el "Premio Especial René Orlando Meléndez".

## Selección

### Sub-17
Ha sido nominado para la selección Sub-17. Javier ocupa la dorsal 15 en la selección.

## Clubes
| Club    | País  | Año           |
| ------- | ----- | ------------- |
| Everton | Chile | 2012-presente |